# Діафільтрація
Ді́афільтра́ція (англ. diafiltration) — розділення речовин з використанням напівпроникних мембран (зокрема методами зворотного осмосу й ультрафільтрації). Використовується у випадках, коли окремі компоненти суміші здатні по-різному проникати через мембрану, наприклад, для очистки високомолекулярних сполук від мінеральних солей.